# 航頭駅
座標: 北緯31度2分21.52秒 東経121度35分31.31秒 / 北緯31.0393111度 東経121.5920306度
航頭駅（こうとうえき）は中華人民共和国上海市浦東新区航頭鎮、滬南公路と航頭路の交差点附近にある、上海軌道交通18号線の終着駅である。2020年12月26日に開通した。

## 歴史
- 2020年9月24日 - 18号線御橋駅 - 当駅間で試運転[4]。
- 2020年12月26日 - 18号線御橋駅 - 当駅間が開業。

## 駅構造
1面2線の地下駅で、出口は3箇所。

## 駅出口
- 1号出口 - 滬南公路、航圓路
- 2号出口 - 滬南公路
- 3号出口 - 滬南公路

## 隣の駅
上海軌道交通
 18号線
下沙駅 - 航頭駅